# Raymonde Arcier
Raymonde Arcier (Bellac, França, 13 de novembre de 1939) és una artista tèxtil francesa.

## Obra
Activa dins del moviment feminista des dels seus primers temps Arcier crea, com a artista autodidacta, objectes tricotats que representen simbòlicament l'esclavitud de les dones a través de les tasques domèstiques. Més endavant, trasllada els coneixements de tricot cap a realitzar teixit de fil ferro. Produeix a partir de 1970 les seves obres més destacades, de ganxet, llana i cotó, arribant a dedicar a cada peça fins a un any de feina. A través de l'herència d'aquest aprenentatge cultural femení, evocava el confinament social de les dones tractant de conscienciar a tothom de l'enorme feina que fan aquestes. Amb les seves paraules: "El fet de fer mitja, era una observació. Aquesta cosa concreta, quotidiana, existia, però era massa silenciosa per ser visible. Ho vaig magnificar en excés. Jo mateixa em quedava perplexa en veure com els seus nusos que es feien i es repetien una vegada i una altra".
Entre les seves grans trobem Faire ses provisions (1971), enormes bosses de compra, incòmodes de portar, fetes de corda de niló teixit amb punt tonto. Pel que fa a les bosses de compra, amb aquestes, intentava “il·lustrar el temps, l'energia, els diners, la fatiga i el plaer que comporta omplir-les i buidar-les; buidar-les i omplir-les”. Amb aquesta operació d'ampliar objectes quotidians (bosses, baietes i d'altres objectes) treballats en un material dur Raymonde Arcier destaca una transgressió del que és connotació femenina o masculina. Així, es va mostrar que les dones duien a terme diàriament tasques dures i immenses que no eren ni reconegudes ni retribuïdes. Aquesta activitat s'inscriu a una pràctica política de recuperació de l'espai públic.
Sovint, Arcier, també recorre a l'humor sobretot en la seva obra Mère et petite mère (1970) i Jeu de dame (1971), un tapís de composició quadrada format per vuit draps de terra bruts i vuit draps nets, intercalats entre sí convertits en una obra d'art abstracte. Una altra de les obres destacades és Héritage (Les Tricots de ma mère, 1972-1973), un enorme jersei inutilitzable fet amb ganxet, o Paille de fer pour ca(sse)role, 1974-1975, que consta d'un fregall d'un metre de diàmetre, amb un pes de set quilos. En la mateixa línia, va produir Au nom du Père (1977) figurant una dona monumental de tres metres d'alt portant la compra i parint un nen. Au nom du père (1975-1976), que va aparèixer a primera pàgina de la revista de política feminista La Revue d'en face el març de 1979: una dona molt gran va omplir l'espai expositiu, ben dreta sobre els dos peus amb els braços estirats en crec creu, com crucificada per les tasques domèstiques i sexuals.

## Altres
Raymonde Arcier treballa en primera instància com a maquetadora i després com a responsable de fabricació en les edicions de la Casa de les ciències de l'home. Va participar en la publicació, redacció i venda de la revista feminista Le Torchon brûlule, el 1971. Amb l'exercici professional, Raymonde Arcier es va implicar en l'escriptura i en diverses obres visuals, especialment pintures i collages.

## Exposicions
Exposa poc als espais oficials i és sobretot present als entorns feministes i l'escena alternativa. Tot i això, el jersei gegant es va exhibir a la Biennal de París del 1977, un lloc de consagració artística que s'havia obert a obres més exigents. L'any 1978, Arcier exposarà juntament amb Dorothée Selz, Caroline Lee i Mathilde Ferrer al taller de l'artista tèxtil Hessie que, compromesa amb el suport del col·lectiu de dones artistes, organitza l'exposició col·lectiva. L'any 2017, participa en una exposició col·lectiva a La Maison Rouge a París i el 2018, el Centre Georges Pompidou va adquirir la seva obra "Au nom du père" pel cinquantenari del mes de maig del 68.
- 1973 "La foire des femmes", Cartoucherie de Vincennes
- 1975 "Espaces cousus" UNESCO, Paris
- 1976, Salon Féminie-Dialogue
- 1977, Xe Biennale de Paris, musée d'Art moderne[13]
- 1977 "Reflets de la biennale de Paris", Maison de la culture, Ris Orangis
- 1978, "Salon de la maille", Palau de Versalles
- "La poupée" Galerie Le poisson d'or, Auch
- 1978, "Feminiche kuns", Exposició itinerant d'un any, Països Baixos
- 1978, Raymonde Acier, Galerie Hétéroclite, Bordeaux
- 1979, "Tours multiple" Musée d'Art moderne, Tours
- 1981, La Laverie, Paris
- 1981 "Les passeuses de mémoire' "Au lieu dit" Paris
- 1982, Raymonde Arcier, Maison des sciences de l'homme, Paris
- 1983, Centre Sigma, Bordeaux
- 2017: L'Esprit français, contre-cultures 1969-1989, Paris - La Maison rouge[8][14]

## Publicacions
- Le Torchon brûle, numéro zéro, desembre 1970, i 6 números de maig del 1971 a juny del 1973; reedició éditions des femmes, 1982.
- Raymonde Arcier. L'héritage. Maison des Sciences de l'Homme, 1978.
- Raymonde Arcier, La lecture, in Revue Europe, juny-juliol de 1993[15]
- Raymonde Arcier, L'oncle, in L'effraction. Par-delà le trauma, Monica Broquen i Jean-Claude Gernez (dir.), col. Sexualité Humaine Paris, L'Harmattan, 1997, pàgines 15-28